# نفوذ لایه‌ای روم

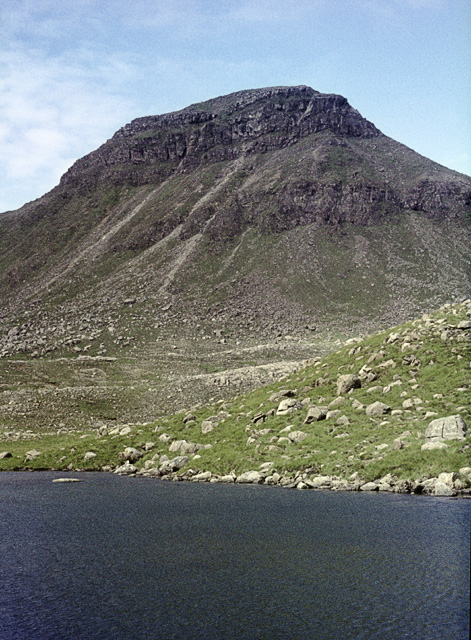
لایه‌هایی ازمافیک و اولترامافیک که سنگ‌های نفوذی کوه هالیوال را تشکیل می‌دهند

نفوذ لایه‌ای رُوم (انگلیسی: Rum layered intrusion) در اسکاتلند، در جزیره ی رُوم (هبریدهای داخلی) واقع شده است. این توده‌ای از سنگ نفوذی لایه‌ای، با ترکیب مافیک-اولترامافیک، بقایای اتاق ماگمای فرسایش یافته و جامد یک آتشفشان خاموش است که در دوره پالئوژن فعال بود. با نفوذ اسکای در نزدیکی و گدازه‌های اسکای، Mull و اگ Egg مرتبط است. این نفوذ لایه‌ای ۶۰ میلیون سال پیش بر فراز کانون ایسلند قرار داشته است.